# John Gabriel Borkman (Borgstrøm)
John Gabriel Borkman is een compositie van Hjalmar Borgstrøm.
Het is het derde in een serie van vier opeenvolgende symfonisch gedichten. Voor de eerste Halmet wendde de Noorse componist zich tot William Shakespeare, voor de tweede tot de Bijbel in Jesus i Gethsemane. Borgstrøm trok zich kennelijk de kritiek aan van Edvard Grieg. Die vond dat Borgstrøm te weinig Noors idioom gebruikte. Johan Gabriel Borkman is een prelude dat terugvoert tot het gelijknamige toneelstuk van Henrik Ibsen.
De première van het werk vond plaats op 14 januari 1905 (met een herhaling op 17) met het neusje van de zalm binnen de Noorse klassieke muziek destijds:
- Zaal: Nationaltheatret te Oslo
- Orkest: orkest van het Nationaal Theater
- Dirigent: Johan Halvorsen
- solist in diverse werken: Severin Svensen op altviool
- componist Eyvind Alnæs begeleidde in enkele eigen werken de zangeres Cally Monrad
- Johan Svendsens Carnaval i Paris werd gespeeld
- Borgstrøms Johan Gabriel Borkman werd gespeeld

Dit alles heeft niet weten te voorkomen dat het werk (net als veel ander werk van Borgstrøm) in de vergetelheid raakte.